# 大相撲平成29年7月場所
大相撲平成29年7月場所（おおずもうへいせい29ねん7がつばしょ）は、平成29年（2017年）の7月9日から7月23日にかけて開催された大相撲の本場所。興行場所は愛知県体育館。

## 幕内番付・星取表
| 東               | 東        | 東             | 番付       | 西           | 西         | 西     |
| 備考             | 成績      | 力士名         | 番付       | 力士名       | 成績       | 備考   |
| ---------------- | --------- | -------------- | ---------- | ------------ | ---------- | ------ |
| 幕内最高優勝     | 14勝1敗   | 白鵬翔         | 横綱       | 日馬富士公平 | 11勝4敗    |        |
|                  | 2勝4敗9休 | 稀勢の里寛     | 横綱       | 鶴竜力三郎   | 2勝2敗11休 |        |
|                  | 1勝5敗9休 | 照ノ富士春雄   | 大関       | 豪栄道豪太郎 | 7勝8敗     |        |
|                  | 9勝6敗    | 髙安晃         | 大関       |              |            |        |
|                  | 7勝8敗    | 玉鷲一朗       | 関脇       | 御嶽海久司   | 9勝6敗     | 殊勲賞 |
|                  | 9勝6敗    | 嘉風雅継       | 小結       | 琴奨菊和弘   | 7勝8敗     |        |
|                  | 5勝10敗   | 正代直也       | 前頭筆頭   | 貴景勝光信   | 5勝10敗    |        |
|                  | 9勝6敗    | 栃ノ心剛       | 前頭2枚目  | 北勝富士大輝 | 8勝7敗     |        |
|                  | 4勝11敗   | 勢翔太         | 前頭3枚目  | 遠藤聖大     | 2勝3敗10休 |        |
|                  | 7勝8敗    | 宇良和輝       | 前頭4枚目  | 輝大士       | 5勝10敗    |        |
|                  | 5勝10敗   | 千代翔馬富士雄 | 前頭5枚目  | 栃煌山雄一郎 | 12勝3敗    |        |
|                  | 7勝8敗    | 逸ノ城駿       | 前頭6枚目  | 阿武咲奎也   | 10勝5敗    |        |
|                  | 6勝9敗    | 貴ノ岩義司     | 前頭7枚目  | 大栄翔勇人   | 5勝10敗    |        |
| 優勝次点、敢闘賞 | 13勝2敗   | 碧山亘右       | 前頭8枚目  | 石浦将勝     | 7勝8敗     |        |
|                  | 4勝11敗   | 德勝龍誠       | 前頭9枚目  | 隠岐の海歩   | 5勝10敗    |        |
|                  | 10勝5敗   | 千代大龍秀政   | 前頭10枚目 | 松鳳山裕也   | 10勝5敗    |        |
|                  | 8勝7敗    | 千代の国憲輝   | 前頭11枚目 | 大翔丸翔伍   | 7勝8敗     |        |
|                  | 8勝7敗    | 荒鷲毅         | 前頭12枚目 | 豪風旭       | 8勝7敗     |        |
|                  | 9勝6敗    | 宝富士大輔     | 前頭13枚目 | 蒼国来栄吉   | 6勝9敗     |        |
|                  | 8勝7敗    | 佐田の海貴士   | 前頭14枚目 | 琴勇輝一巖   | 4勝11敗    |        |
|                  | 8勝7敗    | 錦木徹也       | 前頭15枚目 | 千代丸一樹   | 9勝6敗     |        |
|                  | 3勝12敗   | 臥牙丸勝       | 前頭16枚目 |              |            |        |

## 優勝争い
横綱・稀勢の里はやはり春場所で負った左上腕の負傷が癒えない影響なのか、初日から苦戦する相撲が続いた。そして5日目で2勝3敗となった所で休場した。鶴竜も左足首の調子が良くないなりにも初日・2日目と良い相撲で連勝したが、3日目北勝富士に完敗した相撲で右足首を痛めて翌4日目から休場した。日馬富士も初日に嘉風、2日目に正代にそれぞれ敗れて連敗スタート。途中休場も危惧されたが、その後は満身創痍の中でも盛り返して一時優勝争いにも顔を出した（6連勝・5連勝をそれぞれ1回ずつした）。最終的には11勝4敗で場所を終えた。大関・豪栄道は初日に栃ノ心に、2日目に嘉風にそれぞれ敗れて連敗スタート。その後も白星と黒星が五分になる程度の経過で場所を過ごし、千秋楽に大関・髙安に敗れて負け越し決定。秋場所は角番となった。新大関の高安は中日を終えて7勝1敗と好調だったが、後半戦に入るや否や11日目から4連敗を喫するなど失速してしまい、9勝6敗に終わった。
10日目を終えて全勝は横綱・白鵬・1敗で平幕の碧山・2敗で新大関の髙安と平幕の阿武咲と宝富士という展開であった。翌11日目は優勝争いに大きな動きがあった。まず阿武咲－宝富士の“青森県北津軽郡中泊町出身の同郷での2敗対決”は後輩の阿武咲が引き落としで制した。1敗の碧山は物言いのつく微妙な相撲であったが、錦木に上手投げで敗れ2敗に。この時点で白鵬を追う1敗力士は居なくなった。そして高安も合い口が悪い玉鷲に完敗して3敗に後退。この時点で白鵬の独走ムードが高まる状況であった。白鵬は連日大声援を受けている御嶽海と顔を合わせた上に魁皇と並ぶ通算1,047勝がかかる取組だとあって、館内は盛り上がりを見せていた。そして注目の取組は白鵬が御嶽海の執念の前に寄り切りで完敗し初黒星。1,047勝は翌日以降に持ち越しとなった。白鵬の独走態勢が崩されたとあって、館内は座布団が乱舞した。結果、11日目を終えて1敗で白鵬・2敗で阿武咲と碧山という展開に変わった。翌12日目はまず登場した碧山は宝富士を突き落としで攻略して2敗を守った。その後に登場した2敗の阿武咲は攻めこんでいたものの、土俵際で千代大龍の叩き込みに惜敗して3敗に後退した。1敗白鵬は玉鷲を激しい張り手を交えた荒々しい相撲を取り、寄り切りで制した。魁皇と並ぶ1,047勝目を挙げるとともに、1敗守って単独先頭を維持した。結果、12日目を終えて1敗で白鵬・2敗で碧山という展開に変わり、白鵬と碧山の一騎打ちの様相が強くなった。まず登場した2敗の碧山は輝戦を迎えた。この相撲は物言いがつく微妙な相撲であったが、協議の結果は碧山の勝ちという結果となり11勝目を挙げて2敗を守った。1敗の白鵬は新大関の高安戦を迎えたが、おっつけからの押し倒しで高安を制し1敗を守った。同時に歴代単独1位となる通算1,048勝目も挙げた。結果、13日目を終えて1敗白鵬・2敗碧山と展開は変わらず。翌14日目は碧山が敗れて白鵬が勝てば千秋楽を待たずに白鵬の優勝が決まるという可能性があった。まず登場した2敗の碧山はベテランの豪風との取組を迎えたが、一気の押し出しで完封し2敗を守った。結果、優勝決定は千秋楽へ延びることとなった。そして結び前に登場した1敗の白鵬はかち上げからの叩き込みで豪栄道を圧倒。1敗で単独先頭をキープし、明日の千秋楽を迎えることとなった。この日も白鵬・碧山ともに勝利したため、展開に変化はなかった。そして千秋楽を迎えた。まず登場した2敗碧山は好調嘉風を全く寄せ付けず13勝目。2敗を守り千秋楽結びの一番まで興味を繋いだ。そして注目の千秋楽結びの一番。白鵬は日馬富士戦を迎え、白鵬勝てば白鵬の優勝決定・日馬富士勝てば白鵬－碧山の優勝決定戦となるという状況あった。そして1分を超える大相撲の末、白鵬が寄り倒しで完封し14勝1敗。2場所連続39回目の優勝を手中に収めた。
三賞は、殊勲賞が優勝した白鵬を唯一破った御嶽海が2場所連続2回目の受賞・最後まで優勝争いに絡んだ碧山が平成23年11月場所以来約7年ぶりの受賞となった。また、千秋楽に勝てばという条件で、上位で奮闘した北勝富士と優勝争いに絡んだ阿武咲は敢闘賞を、好調を堅持した嘉風が技能賞の受賞の可能性があったが、いずれも敗れてしまい受賞はならなかった。また優勝すれば碧山にも殊勲賞の可能性があったが、こちらも受賞はならなかった。

## 表彰
| タイトル     | タイトル     | 四股名     | 地位           | 回数             | 成績       | 部屋       | 出身                       | 備考                           |
| ------------ | ------------ | ---------- | -------------- | ---------------- | ---------- | ---------- | -------------------------- | ------------------------------ |
| 幕内最高優勝 | 幕内最高優勝 | 白鵬翔     | 東横綱         | 02場所連続39回目 | 14勝01敗   | 宮城野部屋 | モンゴル国ウランバートル市 |                                |
| 三賞         | 殊勲賞       | 御嶽海久司 | 西関脇         | 02場所連続02回目 | 09勝06敗   | 出羽海部屋 | 長野県木曽郡上松町         |                                |
| 三賞         | 敢闘賞       | 碧山亘右   | 東前頭8枚目    | 34場所ぶり02回目 | 13勝02敗   | 春日野部屋 | ブルガリアヤンボル州       |                                |
| 三賞         | 技能賞       | 該当者なし | 該当者なし     | 該当者なし       | 該当者なし | 該当者なし | 該当者なし                 | 該当者なし                     |
| 十両優勝     | 十両優勝     | 大奄美元規 | 東十両7枚目    | 初優勝           | 11勝04敗   | 追手風部屋 | 鹿児島県大島町龍郷町       | 朝乃山英樹、豊山亮太が優勝同点 |
| 幕下優勝     | 幕下優勝     | 矢後太規   | 東幕下11枚目   | 初優勝           | 7戦全勝    | 尾車部屋   | 北海道河西郡芽室町         |                                |
| 三段目優勝   | 三段目優勝   | 福轟力浩城 | 東三段目11枚目 | 初優勝           | 7戦全勝    | 荒汐部屋   | 福島県福島市               |                                |
| 序二段優勝   | 序二段優勝   | 炎鵬晃     | 東序二段10枚目 | 初優勝           | 7戦全勝    | 宮城野部屋 | 石川県金沢市               | 舛乃山大晴が優勝同点           |
| 序ノ口優勝   | 序ノ口優勝   | 友風勇太   | 東序ノ口25枚目 | 初優勝           | 7戦全勝    | 尾車部屋   | 神奈川県川崎市川崎区       |                                |

## 備考
- 前場所に1年ぶりの優勝を果たした白鵬が、連覇を達成。この場所を通算1036勝でスタートさせた白鵬は、初日から10連勝してこの日までで通算1046勝、千代の富士がもつ通算1045勝を抜いて史上単独2位となる。11日目に御嶽海に敗れたが翌日以降は再び連勝し、13日目に魁皇がもつ通算1047勝を抜く史上1位の1048勝目を挙げた。そのまま千秋楽まで白星を重ね、千秋楽までで通算1050勝を達成、また優勝回数も自身の記録を更新する39回目となった。
- その他の横綱陣は、日馬富士が初日からの連敗が響いて11勝4敗、鶴竜と稀勢の里が前場所に続いて休場。大関陣は、照ノ富士が休場、豪栄道が負け越し、新大関の高安は後半崩れて9勝6敗に終わる。
- 碧山が初日から7連勝、終盤は白鵬を1差で追いかけて自己最高の13勝を挙げ、敢闘賞を受賞した。
- 殊勲賞は、上述の白鵬に加えて、初日に稀勢の里を破った御嶽海が受賞。
- この場所で横綱の不戦敗が同年中7個となり、1952年の年間6個を上回る史上最多となった[1]。
- 10日目に十両の取り組みが15番組まれたが、入れ替え戦が多く組まれる終盤を除けば2012年11月場所9日目以来4例目となる[1]。
- 10日目、土俵の東の力士が上がる二字口の脇が幕下の取組中に土が崩れ落ちて壊れた。十両の土俵入り後に、急遽土を入れて補修[2]。